# Ooctonus polonicus
Ooctonus polonicus är en stekelart som beskrevs av Soyka 1949. Ooctonus polonicus ingår i släktet Ooctonus och familjen dvärgsteklar.
Artens utbredningsområde är Polen. Inga underarter finns listade i Catalogue of Life.